# Козак Віталій Михайлович
Віта́лій Миха́йлович Коза́к — український військовик, сержант Збройних сил України. Учасник російсько-української війни. Позивний «Каспер».

## Життєпис
Віталій Козак народився у місті Тлумач на Франківщині. Батько, Козак Михайло Іванович, працював фельдшером, пішов на пенсію за вислугою років. Мати, Козак Орися Михайлівна, працювала на консервному заводі, потім помічником кухаря в кафе, також пенсіонерка.
З 1987 по 1996 рік Віталій навчався у Тлумацькій ЗОШ, з 1996 по 1998 рік — в Івано-Франківській ЗОШ № 1. 1998 року вступив до Івано-Франківського приватного інституту права, економіки та будівництва, який закінчив 2002 року за спеціальністю «Правознавство». 2004 року закінчив Міжнародний науково-технічний університет імені академіка Юрія Бугая у Києві та здобув повну вищу освіту за спеціальністю «Правознавство».
Віталій був людиною з широким кругозором, захоплювався походами в гори та бджільництвом, любов до якого з дитинства прищепив йому батько.

### Трудовий шлях
З квітня 2000 по жовтень 2001 — строкова служба в Збройних Силах України, у військовій частині м. Івано-Франківськ, водій, командир відділення.

З 11.09.2003 по 31.01.2004 — проходив курси початкової підготовки при Національній академії Внутрішніх Справ (Львівський державний університет внутрішніх справ), після чого розпочав роботу в Тлумацькому райвідділі Управління МВС в Івано-Франківській області.

З 31.01.2004 по 29.07.2005 — оперуповноважений сектору карного розшуку Тлумацького РВ УМВС.

З 29.07.2005 по 23.12.2005 — обліковець Тлумацького РВ УМВС.

З 23.12.2005 по 08.10.2007 — інспектор-програміст Тлумацького РВ УМВС.

27.10.2009 р. звільнений з МВС з вислугою 7 років, 7 місяців, 20 днів. За час служби отримував заохочення і подяку за доблесне несення служби.
Останнє місце роботи Віталія — Територіальний центр соціального обслуговування (надання соціальних послуг) Тлумацького району.

### Революція Гідності і АТО
У найважчі дні Революції Гідності Віталій був на Майдані.
У лютому 2015 року добровольцем пішов на фронт (до того кілька разів сам ходив до військкомату, щоб його мобілізували). Сержант, старший розвідник-радіотелеграфіст розвідувального взводу 1-го механізованого батальйону 93-ї окремої механізованої бригади.
Загинув 21 червня 2015 року в районі населених пунктів Авдіївка — Опитне, неподалік Донецького аеропорту. Після чергування Віталій попрямував перепочити, але виявилося, що танк, стріляючи, перебив дріт, за допомогою якого солдати підтримували зв'язок. Сержант Козак разом з солдатом Ігорем Патуком пішли шукати розрив. Коли ще йшли по траншеях, то нічого, а потім довелося ступати по самому дроті. Якраз у цей час ворожий снайпер поцілив у Віталія, куля влучила в сонну артерію, він загинув на місці. Солдат Патук поніс на собі мертве тіло побратима, як тут почав стріляти танк, поруч вибухнув снаряд. Ігорю Патуку знесло осколком півголови. А решта численних осколків наскрізь пошматували тіло Віталія.
Поховали Віталія Козака в рідному Тлумачі. Залишилися батьки та 10-річний син Олександр.
Одразу після похорону Михайло Козак ініціював у Тлумачі збір коштів, аби купити автівку хлопцям на передову і харчі. Загалом вдалося зібрати 65 тисяч гривень. Машину освятили та з молитвою відправили в АТО. Михайло Козак наостанок сказав бойовим побратимам Віталія, що відтепер це авто воюватиме замість сина.

## Нагороди та вшанування
За мужність, самовідданість і високий професіоналізм, виявлені у захисті державного суверенітету та територіальної цілісності України, вірність військовій присязі нагороджений
- орденом «За мужність» III ступеня (22.09.2015, посмертно).

14 жовтня 2015 року на фасаді Тлумацької ЗОШ І-ІІІ ступенів відбулося відкриття та освячення меморіальної дошки в пам'ять випускника школи Віталія Козака.